# Langnes-Fjord
Der Langnes-Fjord (in Australien Long Fjord) ist ein schmaler Fjord an der Ingrid-Christensen-Küste des ostantarktischen Prinzessin-Elisabeth-Lands. Er liegt zwischen der Breidnes-Halbinsel und der Langnes-Halbinsel in den Vestfoldbergen.
Norwegische Kartografen kartierten ihn anhand von Luftaufnahmen, die bei der Lars-Christensen-Expedition 1936/37 entstanden. Der US-amerikanische Kartograf John H. Roscoe wies anhand von Luftaufnahmen der Operation Highjump (1946–1947) nach, dass der Fjord weiter östlich liegt als ursprünglich angenommen und dass zum Fjord ein vermeintlich isolierter See gehört, den die Norweger als Breidvatnet (deutsch: Breiter See) benannt hatten. Benannt ist der Fjord in Zusammenhang mit der gleichnamigen Halbinsel.